# Alois Sivek
Alois Sivek (10. února 1920 Dolní Suchá – 7. října nebo 12. října 1971 Havířov) byl moravský[zdroj⁠?!] literární historik a kritik, bohemista, polonista, folklorista, editor literárních textů a vysokoškolský pedagog.

## Život
Po maturitě (1938) na reálném gymnáziu v Českém Těšíně vystudoval obory bohemistika a germanistika na Filozofické fakultě Masarykovy univerzity v Brně (vzhledem k uzavření českých vysokých škol okupačními úřady absolutorium v roce 1948), doktorát filozofie zde získal v roce 1950, titul kandidát věd r. 1960. Již od roku 1946 se paralelně s dokončováním studií věnoval pedagogické práci na různých typech středních škol ostravského regionu (Český Těšín, Karviná, Orlová), v letech 1950 – únor 1952 byl lektorem českého jazyka a literatury na Univerzitě Adama Mickiewicze v Poznani.
V roce 1953 spoluzakládal Vyšší pedagogickou školu v Opavě, kde zastával funkci proděkana a vedoucího katedry filologie (1953–1957). Po dosažení docentury (1957) vyučoval na olomoucké Filozofické fakultě Univerzity Palackého (vedoucí katedry bohemistiky 1959–1961), v dalším období se ujal vedení katedry českého jazyka a literatury na ostravském Pedagogickém institutu (1961–1964) a po jeho transformaci na Pedagogickou fakultu Ostravské univerzity stál v letech 1964–1970 v jejím čele jako děkan. V roce 1968 byl jmenován mimořádným profesorem, v etapě tzv. normalizace odmítl propustit pedagogy vyloučené z KSČ a byl z funkce děkana odvolán. V důsledku vážného onemocnění rok poté (1971) skonal ve věku 51 let.

### Tvorba
Jako žák prof. Franka Wollmana soustředil svůj hlavní vědecký a badatelský zájem ve sféře folkloristiky na zkoumání vztahu literatury a lidové slovesnosti v národnostně, společensky i sociálně složité oblasti širšího Ostravska, Slezska a moravsko-slovensko-polského pomezí. V dílčích studiích věnoval mj. pozornost krajovým variantám baladických látek v ústních tradicích, hornickému folklóru i motivům pokladů v pověstech, pohádkách a vyprávěních. Monograficky se zabýval zvláště problematikou zbojnictví (Ondráš z Janovic) v širších souvislostech jejího reflektování v lidové slovesnosti, literatuře a umění.
Jeho literárněhistorické práce byly zaměřeny především na díla Petra Bezruče (textologické problémy Slezských písní, Stužkonosky modré, příležitostných básní a edice korespondence), Vojtěcha Martínka a Viléma Závady. Jako literární kritik a recenzent pozorně sledoval vznikající regionální literární tvorbu českého a polského původu, organizoval setkání se začínajícími spisovateli a jejich čtenáři, na vědeckých konferencích (např. Bezručovy Opavy) přednášel o poezii, próze, dramatu i literatuře pro děti a mládež. Byl iniciátorem a spoluautorem třídílné bibliografie polských silesiak z oblasti Těšínska, spoluzakladatelem, autorem řady statí, předsedou a členem redakční rady měsíčníku Červený květ, předsedou ediční rady nakladatelství Profil, členem vědecké rady Památníku Petra Bezruče, členem redakčních rad Slezského sborníku a Radostné země, do nichž také autorsky přispíval. Dále publikoval v česky i polsky psaných periodikách Listy Památníku Petra Bezruče, Těšínsko, Bílovecko, Ostravský kulturní zpravodaj, Dějepis ve škole, Zlatý máj, Sobótka, Zwrot, Poglądy, Mazury, Warmia a deníku Nová svoboda.
V rámci svého pedagogického působení pomohl vychovat řadu učitelů českého jazyka základních a středních škol, kteří oceňovali jeho pozorný přístup k jejich osobním i výukovým problémům, vědecké vzdělávání a schopnost přehledně a metodicky utříděně vyložit přednášené učivo. Výrazně se rovněž podílel na organizačním vybudování systému vysokého pedagogického školství na Ostravsku.

## Dílo

### Publikace
- Zbojnické motivy: se zvl. zřením k tematice janošíkovsko-ondrášovské (Brno 1950)
- Bezručova Stužkonoska modrá (Opava 1955, 1958)
- Ondráš z Janovic: příspěvek k poznání zbojnické problematiky v slovesnosti slezské oblasti (Ostrava 1958)
- Milan Rusinský 50letý: metodické materiály k lit. večerům (Ostrava 1959)
- Zbojník Ondráš a ondrášovská tradice v slovesnosti slezské oblasti (Praha 1959)
- Vybrané kapitoly ze světových dějin: francouzská literatura: teze cyklu přednášek k individuálnímu studiu pracovníků knihoven (Ostrava 1970)

### Sborníky
- Bibliografie polských silesiak, 3 svazky (s A. Grobelným a M. Kudělkou, Opava 1952–1954)
- Cestami k Polnímu kvítí: metodické materiály o poesii zasloužilého umělce Víléma Závady (Ostrava 1957)
- Ondráš z Janovic (Ostrava 1957)
- Tři studie o moderní české literatuře: sborník studentských prací (Praha 1962)
- Ostrava: sborník příspěvků k dějinám a výstavbě města (Ostrava 1963)

### Edice
- Počátkové školních let Františka Palackého – z "Vlastních životopisů Františka Palackého" (Hodslavice 1958)
- Pohádky: výbor – Vojtěch Martínek (Ostrava 1958)
- Ze slezské domoviny: pohádky a pověsti (Ostrava 1960)
- Bajki śląskie – do polštiny přeložil Władysław Czaja. (Ostrava 1962)
- Od tří řek: pohádky a pověsti od Olzy, Ostravice a Opavice (Ostrava 1964)
- Voda z dračí studánky – Vojtěch Martínek (Ostrava 1965)
- Dopisy Otakara Bystřiny Petru Bezručovi (Nový Jičín 1967)
- Stará píseň: zkazky a lidová vyprávění – Karel Dvořáček (Ostrava 1967)
- Školní poznámky – Vojtěch Martínek (Ostrava 1967)
- Větévky jalovcové, romance ze starých časů – Vojtěch Martínek (Ostrava 1967)
- Z korespondence o Slezských písních: Bezruč – Duša – Klír – Konůpek (Frýdlant nad Ostravicí 1967)

### Učebnice a školní pomůcky
- Čítanka pro šestý ročník základní devítileté školy s polským jazykem vyučovacím (Praha 1965)
- Slezské písně – Petr Bezruč: Edice mimočítanková četba (Praha 1960)